# Yeongdeok-gun
Yeongdeok es un condado en el norte de la provincia de Gyeongsang del Norte, Corea del Sur.

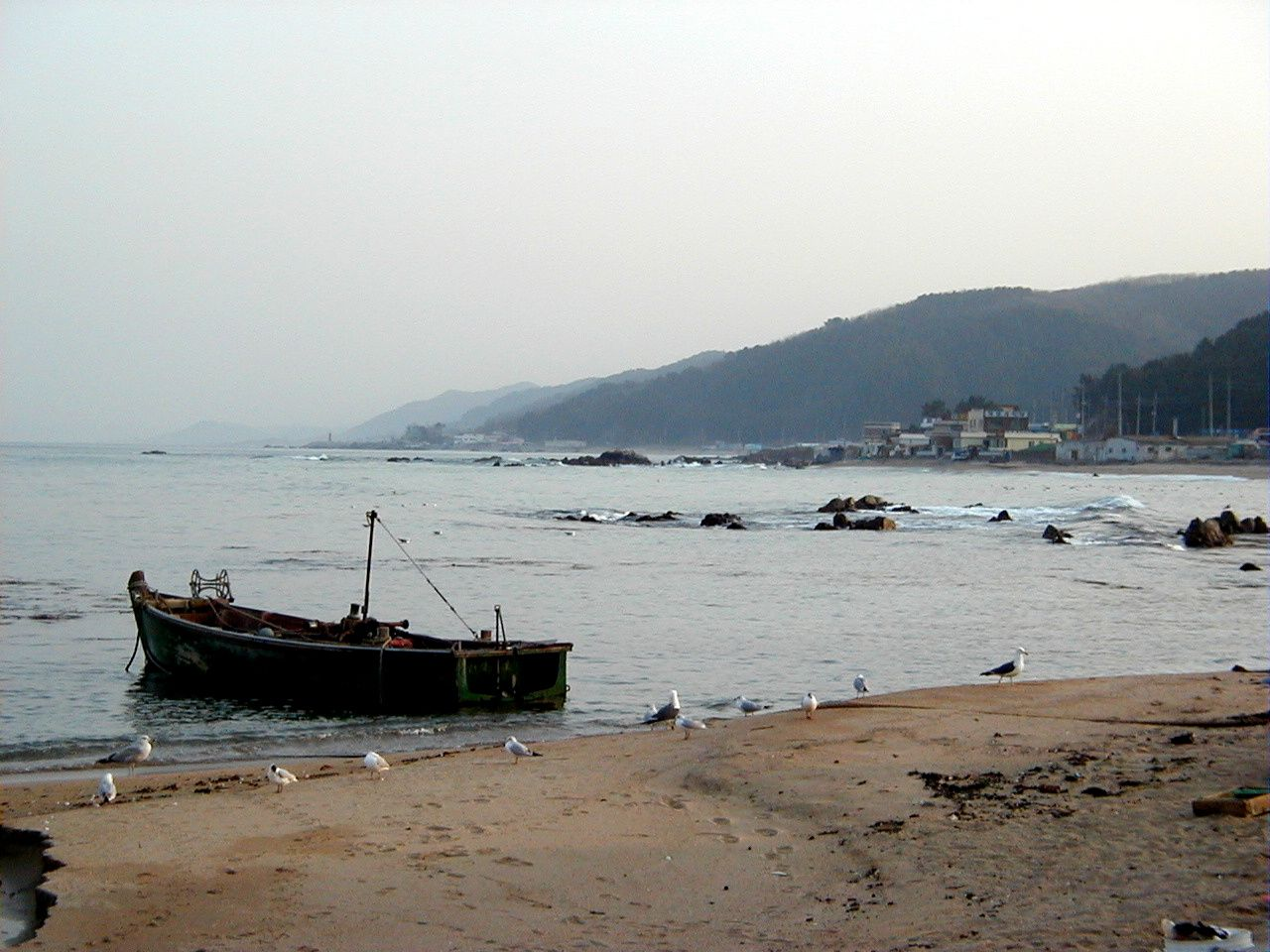
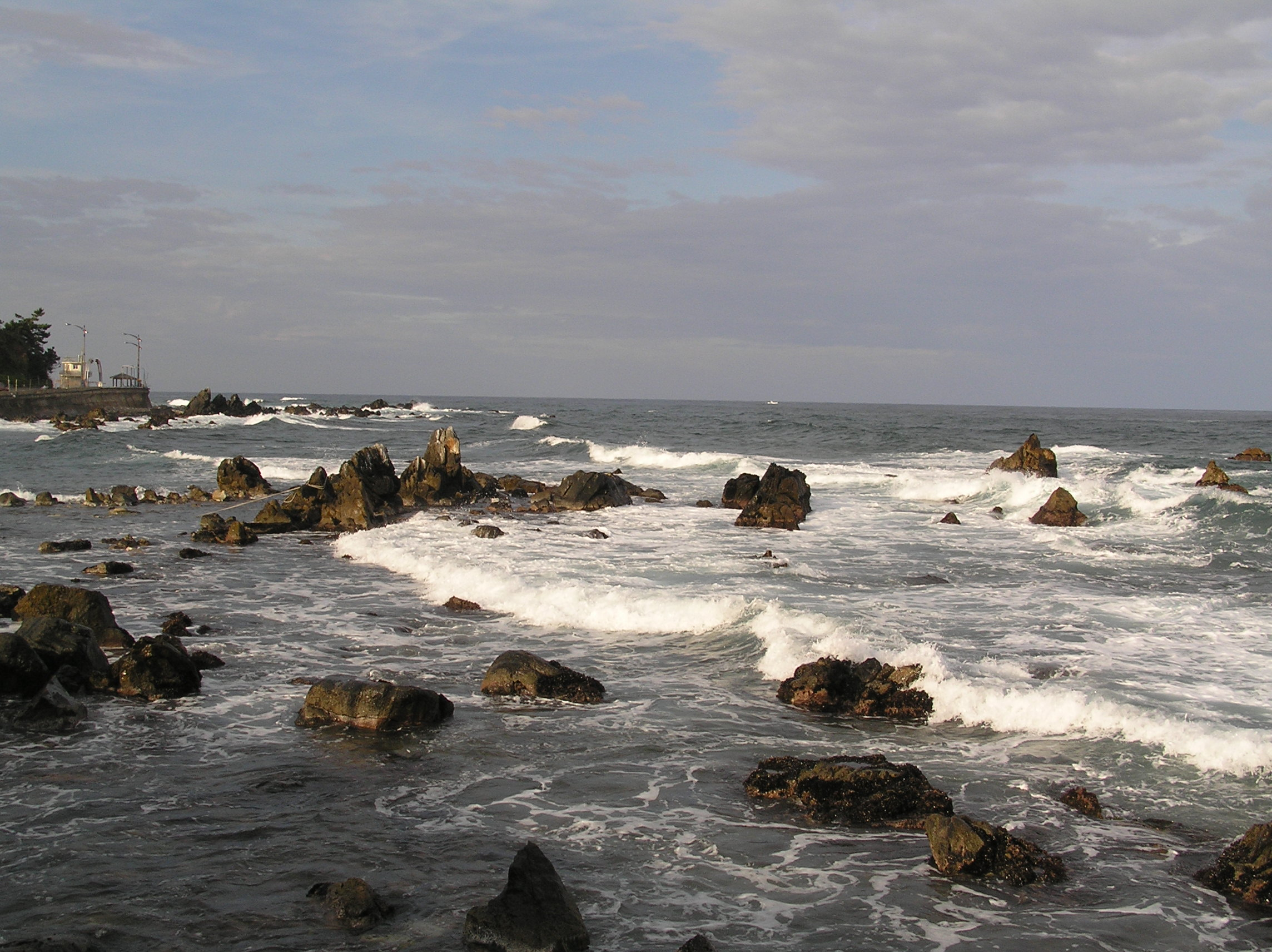
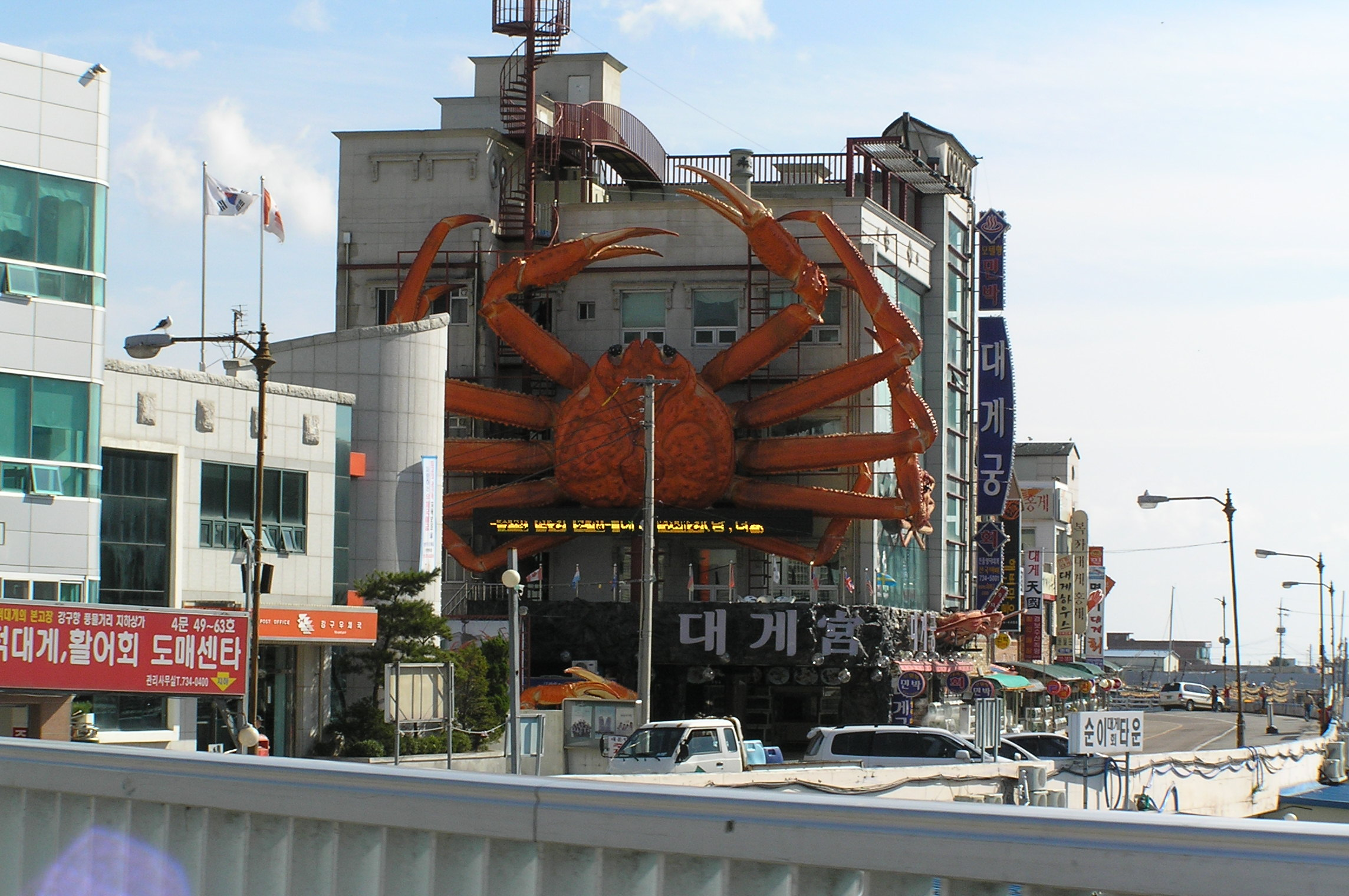

## Clima
| Parámetros climáticos promedio de Yeongdeok (1981–2010) | Parámetros climáticos promedio de Yeongdeok (1981–2010) | Parámetros climáticos promedio de Yeongdeok (1981–2010) | Parámetros climáticos promedio de Yeongdeok (1981–2010) | Parámetros climáticos promedio de Yeongdeok (1981–2010) | Parámetros climáticos promedio de Yeongdeok (1981–2010) | Parámetros climáticos promedio de Yeongdeok (1981–2010) | Parámetros climáticos promedio de Yeongdeok (1981–2010) | Parámetros climáticos promedio de Yeongdeok (1981–2010) | Parámetros climáticos promedio de Yeongdeok (1981–2010) | Parámetros climáticos promedio de Yeongdeok (1981–2010) | Parámetros climáticos promedio de Yeongdeok (1981–2010) | Parámetros climáticos promedio de Yeongdeok (1981–2010) | Parámetros climáticos promedio de Yeongdeok (1981–2010) |
| Mes                                                     | Ene.                                                    | Feb.                                                    | Mar.                                                    | Abr.                                                    | May.                                                    | Jun.                                                    | Jul.                                                    | Ago.                                                    | Sep.                                                    | Oct.                                                    | Nov.                                                    | Dic.                                                    | Anual                                                   |
| ------------------------------------------------------- | ------------------------------------------------------- | ------------------------------------------------------- | ------------------------------------------------------- | ------------------------------------------------------- | ------------------------------------------------------- | ------------------------------------------------------- | ------------------------------------------------------- | ------------------------------------------------------- | ------------------------------------------------------- | ------------------------------------------------------- | ------------------------------------------------------- | ------------------------------------------------------- | ------------------------------------------------------- |
| Temp. máx. media (°C)                                   | 5.7                                                     | 7.7                                                     | 11.8                                                    | 18.2                                                    | 22.5                                                    | 25.1                                                    | 28.1                                                    | 28.8                                                    | 24.8                                                    | 20.7                                                    | 14.6                                                    | 8.5                                                     | 18.0                                                    |
| Temp. media (°C)                                        | 0.7                                                     | 2.4                                                     | 6.4                                                     | 12.3                                                    | 16.7                                                    | 20.1                                                    | 23.7                                                    | 24.4                                                    | 20.0                                                    | 14.8                                                    | 8.8                                                     | 3.2                                                     | 12.8                                                    |
| Temp. mín. media (°C)                                   | -3.6                                                    | -2.2                                                    | 1.3                                                     | 6.3                                                     | 11.1                                                    | 15.5                                                    | 20.2                                                    | 20.8                                                    | 15.7                                                    | 9.6                                                     | 3.6                                                     | -1.4                                                    | 8.1                                                     |
| Precipitación total (mm)                                | 37.4                                                    | 37.4                                                    | 53.0                                                    | 64.0                                                    | 75.6                                                    | 119.8                                                   | 189.7                                                   | 216.9                                                   | 155.9                                                   | 53.2                                                    | 45.6                                                    | 24.2                                                    | 1072.7                                                  |
| Días de precipitaciones (≥ 0.1 mm)                      | 4.8                                                     | 5.4                                                     | 7.1                                                     | 6.6                                                     | 7.4                                                     | 8.7                                                     | 11.6                                                    | 11.3                                                    | 9.1                                                     | 5.7                                                     | 5.3                                                     | 3.5                                                     | 86.5                                                    |
| Horas de sol                                            | 208.0                                                   | 195.3                                                   | 217.5                                                   | 242.2                                                   | 254.6                                                   | 215.6                                                   | 194.1                                                   | 209.6                                                   | 192.3                                                   | 217.5                                                   | 195.3                                                   | 204.4                                                   | 2550.5                                                  |
| Humedad relativa (%)                                    | 52.9                                                    | 56.0                                                    | 61.3                                                    | 60.7                                                    | 65.2                                                    | 73.8                                                    | 79.1                                                    | 80.0                                                    | 77.7                                                    | 68.7                                                    | 60.2                                                    | 53.4                                                    | 65.7                                                    |
| Fuente: Korea Meteorological Administration             |                                                         |                                                         |                                                         |                                                         |                                                         |                                                         |                                                         |                                                         |                                                         |                                                         |                                                         |                                                         |                                                         |